# Sammi Rotibi
Sammi Rotibi (* im 20. Jahrhundert in Nigeria) ist ein nigerianisch-US-amerikanischer Schauspieler.

## Leben und Karriere
Sammi Rotibi stammt aus Nigeria und ist seit 1997 als Schauspieler aktiv. Seine erste Rolle spielte er in dem Fernsehfilm Mit dem Rücken an der Wand. Es folgten Serienauftritte, etwa in The District – Einsatz in Washington, Son of the Beach, New York Cops – NYPD Blue, JAG – Im Auftrag der Ehre oder CSI: NY.
Seit 2009 ist Rotibi auch vermehrt in Filmen zu sehen, zunächst in Blue oder 40-Life, bevor er 2012 als Sklave Rodney in Quentin Tarantinos Django Unchained zu sehen war. 2012 und 2014 übernahm er wiederkehrende Rollen in den Serien The Secret Circle und Matador.
2016 war Rotibi in der Comicverfilmung Batman v Superman: Dawn of Justice in der Rolle des General Amajagh zu sehen. 2018 folgte eine Nebenrolle als Paul Daly in The Darkest Minds – Die Überlebenden. Sein Schaffen umfasst mehr als 40 Produktionen.

## Filmografie (Auswahl)
- 1997–2003: New York Cops – NYPD Blue (NYPD Blue, Fernsehserie, 2 Episoden)
- 1998: Mit dem Rücken zur Wand (Always Outnumbered, Fernsehfilm)
- 1998: Extramarital – Eine tödliche Affäre (Extramarital)
- 2001: The District – Einsatz in Washington (The District, Fernsehserie, Episode 1x16)
- 2001: Son of the Beach (Fernsehserie, Episode 2x12)
- 2003: Tränen der Sonne (Tears of the Sun)
- 2003: JAG – Im Auftrag der Ehre (JAG, Fernsehserie, Episode 9x04)
- 2005: Lord of War – Händler des Todes (Lord of War)
- 2006: Yellow
- 2008: CSI: NY (Fernsehserie, Episode 4x20)
- 2009: Blue
- 2011: Okoto the Messenger
- 2011: 40-Life
- 2012: The Secret Circle (Fernsehserie, 6 Episoden)
- 2012: Django Unchained
- 2014: Matador (Fernsehserie, 8 Episoden)
- 2015: Navy CIS: New Orleans (Fernsehserie, Episode 1x23)
- 2015: Scorpion (Fernsehserie, Episode 2x09)
- 2016: Blue: The American Dream
- 2016: Batman v Superman: Dawn of Justice
- 2016–2018: Mars (Fernsehserie, 12 Episoden)
- 2017: MacGyver (Fernsehserie, Episode 1x12)
- 2017: The Blacklist (Fernsehserie, Episode 4x10)
- 2017: Once Upon a Time in Venice
- 2018: The Darkest Minds – Die Überlebenden (The Darkest Minds)
- 2019: The Obituary of Tunde Johnson
- 2019: Chicago P.D. (Fernsehserie, Episode 7x06)
- 2021: The Forever Purge
- 2021: The Lost Symbol (Fernsehserie)
- 2023: 57 Seconds